# Georg Michael Preu

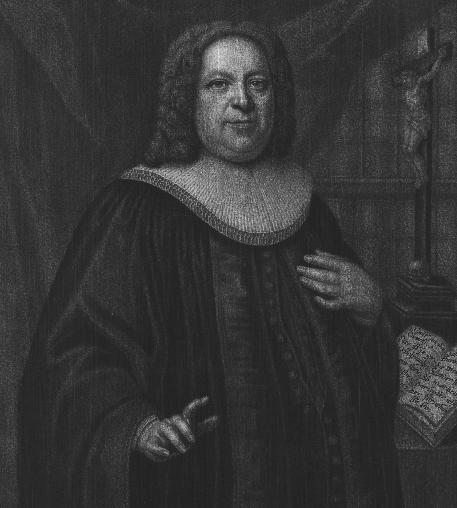
Georg Michael Preu

Georg Michael Preu (* 15. März 1681 in Weißenburg im Nordgau; † 25. März 1745 in Augsburg) war ein lutherischer Theologe und Schriftsteller. Er entstammt dem Weißenburger Patriziergeschlecht der Preu.

## Leben
Preu wurde 1681 in der Reichsstadt Weißenburg als Sohn des Bürgers und Lohgerbers Johann Preu und seiner Frau Sibylla, geb. Kirschner. Unter Johann Alexander Döderlein besuchte er die Lateinschule der Stadt. Ab 1701 studierte er an der Universität Leipzig Philologie, Philosophie und Theologie. Am 2. Mai 1705 ernannte ihn Fürst Albrecht Ernst II. von Oettingen zum Leiter des evangelischen Seminars in Oettingen. Daneben wirkte er auch als Gemeindepfarrer, zuerst ab 1710 in Magerbein und Kleinsorheim, ab 1715 als Archidiakonus in Oettingen. 1729 wurde er zum Diaconus an St. Jakob in Augsburg berufen und stieg 1731 zum Pfarrer daselbst auf. 1736 übernahm er zusätzlich das Amt des Seniors des evangelischen Predigerministeriums der Stadt.
Er verfasste zahlreiche religiöse Schriften.
Preu war dreimal verheiratet. Bekannt ist, dass er in erster Ehe zwei Söhne gezeugt haben soll, Georg Gottlieb (1710–1758) und Georg Peter Christoph.

## Werke
- 1707: Ad orationem, qua J. A. Rothius rei scholasticae valedicet, Lectorem B.
- 1720: Geist der wahren aber falsch befundenen Inspiration.
- 1738: Die Treue Gottes wurde, als der weil. Wohlgebohrne Herr, Herr Johann von Stetten, der Aeltere, Der Röm. Kays. und Königl. Cathol. Majest. hochbetrauter würcklicher Rath, und des Heil. Röm. Reichs Freyen Stadt Augspurg, ehemahls hochangesehener und best-meritirtester,...
- 1743: Zwey Heilige Reden.
- Das Licht ohne Schatten, oder Die pur lautere Wahrheit, welche in der evangelischen Kirche Christi gelehret wird.